# 沙之书
《沙之书 》(西班牙語：El libro de arena)，是阿根廷作家豪尔赫·路易斯·博尔赫斯的一本短篇小说集。博尔赫斯视这部写于其晚年失明时的集子是他最好的作品。但大多数批评家并不持该观点，他们更推崇博尔赫斯的其他作品，如《虚构集》(1944年)中的作品。
在这部集子中，博尔赫斯如是说： 
I have wanted to be loyal, in these exercises of a blind man, to the example of Wells: the conjunction of a plain style, sometimes almost oral, and an impossible argument. 
在双目失明下创作，我已尽力效法威尔斯的风格──平铺直叙得近乎口语，與不可思议的情节。
1975年，本书初版由布宜诺斯艾利斯Emecé發行，共181页。同年，由Ultramar出版社在马德里發行。
博尔赫斯选择为这部集子创作后记而无序言，但他曾在早期作品集《小径分叉的花园》（El jardín de senderos que se bifurcan, 1941年）和《杜撰集》（Artificios, 1944年）（后共同收录于《虚构集》（Ficciones）中）写过序言。关于这一点，博尔赫斯在後記寫道：“替一本没有看过的短篇小说集子写序言是几乎不可能的。序言需要分析小说情节，而這會透漏劇情。因此，我宁愿写后记。”